# David Kahn
David Kahn (Nueva York, 7 de febrero de 1930-Great Neck Plaza, estado de Nueva York, 23 de enero de 2024) fue un historiador, periodista y escritor estadounidense. Dedicado casi exclusivamente a escribir acerca de la historia de la criptografía, de la inteligencia militar y de temas relacionados.

## Biografía
Fue nombrado doctor (DPhil) por la Universidad de Oxford en 1974 en el área de Historia Moderna de Alemania, bajo la supervisión del profesor de historia moderna Hugh Trevor-Roper.
Trabajó como reportero y como editor opcional (op-ed) para la revista "Newsday" hasta 1998, como periodista durante unos años en la Universidad de Nueva York. En el año 1995, Kahn fue seleccionado como scholar en la residencia de la National Security Agency.
Kahn vivió desde 2005 en Great Neck, Long Island, un suburbio de Nueva York. Durante su vida residió en Washington D. C., París, Friburgo de Brisgovia y Oxford. Asistió a la Universidad de Bucknell, y tras su graduación trabajó como reportero en "Newsday" durante varios años. Fue durante este periodo cuando escribió el artículo para la revista "New York Times" sobre dos desertores procedentes de la National Security Agency. Este artículo fue el origen de su famoso libro The Codebreakers.

## Obra
El primer libro de Kahn fue The Codebreakers, publicado en 1967, calificado como una obra maestra y libro de referencia en temas de historia de la criptografía. Supuso una novedad muy grande, máxime cuando por aquella época la criptografía en la Segunda Guerra Mundial era considerada todavía un asunto clasificado. Una de las ediciones inglesas de 1996 tiene un capítulo adicional con una recolección de los eventos acaecidos en criptología desde la aparición de la primera edición, tal como el advenimiento de sistemas criptográficos populares, como el PGP. Su obra The Codebreakers fue finalista para el premio Pulitzer en el año 1968 dentro de la categoría de no ficción.
David Kahn ha escrito también:
- La historia de un jorobado: An examination of the definitions on cryptology en Webster's Third New International Dictionary (Crypto Press, 1963).
- Cryptology goes Public (Council on Foreign Relations, 1979)
- Notes & correspondence on the origin of polyalphabetic substitution (1980)
- Codebreaking in World Wars I and II: The major successes and failures, their causes and their effects (Cambridge University Press, 1980)
- Kahn on Codes: Secrets of the New Cryptology (Macmillan, 1984) (ISBN 0-02-560640-9)
- Cryptology: Machines, History and Methods by Cipher Deavours & David Kahn (Artech House, 1989) (ISBN 0-89006-399-0)
- Seizing the Enigma: The Race to Break the German U-Boats Codes, 1939-1943 (Houghton Mifflin, 1991) (ISBN 0-395-42739-8)
- Hitler's Spies: German Military Intelligence in World War II (Da Capo Press, 2000) (ISBN 0-306-80949-4)
- The Reader of Gentlemen's Mail: Herbert O. Yardley and the Birth of American Codebreaking (Yale University Press, 2004) (ISBN 0-300-09846-4)